# Traian Băsescu
Traian Basescu, romunski politik, * 4. november 1951, Murfatlar.
Med letoma 2004 in 2014 je bil predsednik Romunije.
1. ↑  Brockhaus Enzyklopädie
2. ↑  Munzinger Personen